# Lithacodia latefasciata
Lithacodia latefasciata là một loài bướm đêm trong họ Noctuidae.